# カーボンバランス法
カーボンバランス法（カーボンバランスほう）は、ガソリンやLPガス、軽油を燃料として用いる自動車において、燃料消費率（燃費）を算出する方法の1つである。
エンジンに入る炭素原子数（燃料の炭素原子数）と排出される炭素原子数（排出ガス中の炭素原子数）は同じという原理を利用する。

## 計算式
いくつかの計算式が存在するが、そのうちの一例として以下の式がある。なお、燃料の密度を代表的な数値に仮定した式であり、現在の乗用車カタログ燃費等に用いられる式とは違う点に注意。
1. ガソリンを燃料とする自動車の場合
{\displaystyle E={\frac {649}{(0.429\times CO_{mass}+0.866\times HC_{mass}+0.273\times CO2_{mass})}}}
2. 液化石油ガス（以下「LPG」という。）を燃料とする自動車の場合
{\displaystyle E={\frac {464}{(0.429\times CO_{mass}+0.866\times HC_{mass}+0.273\times CO2_{mass})}}}
3. 軽油を燃料とする自動車の場合
{\displaystyle E={\frac {718}{(0.429\times CO_{mass}+0.866\times HC_{mass}+0.273\times CO2_{mass})}}}

- {\displaystyle E}：燃料消費率（km/L）
- {\displaystyle CO_{mass}}：COの排出量（g/km）
- {\displaystyle HC_{mass}}：HCの排出量（g/km）
- {\displaystyle CO2_{mass}}：CO2の排出量（g/km）